# Zoran Đinđić
Zoran Đinđić, (scris uneori și Zoran Djindjić, sau în alfabet chirilic sârbesc Зоран Ђинђић,  pronunțat (ajutor·info) /[ˈzorɑn ˈdʑɪndʑɪtɕ]/; n. 1 august 1952, Bosanski Šamac, RS Bosnia și Herțegovina, RSF Iugoslavia, astăzi în Republica Srpska, Bosnia și Herțegovina – d. 12 martie 2003, Belgrad, Serbia și Muntenegru) a fost un om politic sârb, prim ministru al Serbiei, primar al Belgradului, lider al opoziției democratice sârbe și doctor în filosofie.
Đinđić a înființat Partidul Democrat modern și a devenit președintele acestuia în 1994. De-a lungul anilor 1990, a fost unul dintre liderii opoziției față de regimul lui Slobodan Milošević, și a devenit prim ministru al Serbiei în 2001 după răsturnarea lui Milošević. Ca prim ministru, a susținut reforme democratice și integrarea europeană a Serbiei.
A fost asasinat în 2003 de membri ai crimei organizate sârbe.

## Copilăria și educația
Đinđić s-a născut la Bosanski Šamac, aflat astăzi în Bosnia și Herzegovina, pe atunci parte din RSF Iugoslavia, unde tatăl său era ofițer în Armata Populară Iugoslavă (JNA). Mama, Mila Dušanić, casnică, l-a crescut pe el și pe sora lui mai mare Gordana; familia se muta frecvent după cum dicta serviciul tatălui. Zece ani din copilărie, Zoran i-a petrecut în orașul Travnik. În cele din urmă, mama lui a obținut un post la Belgrad și familia s-a mutat în Capitală. Acolo, Đinđić a învățat la gimnaziul nr. 9, după care s-a înscris la facultatea de filosofie a Universității Belgrad, pe care a absolvit-o în 1974. În facultate, a devenit interesat de politică. După ce a fost condamnat de regimul comunist și de presa controlată de acesta pentru rolul lui în tentativa de a organiza o mișcare politică independentă a studenților iugoslavi, Đinđić a emigrat în Germania de Vest datorită intervenției fostului cancelar german Willy Brandt, care a convins autoritățile să-l expulzeze pe Đinđić în Germania în loc să-l închidă în Iugoslavia. El și-a continuat studiile cu profesorul Jürgen Habermas la Frankfurt.  
În Germania, Đinđić a obținut un doctorat în filosofie la Universitatea Konstanz în 1979 și a învățat foarte bine limba germană.

## Cariera politică
În 1989, Đinđić a revenit în RSF Iugoslavia și a devenit cadru didactic la Universitatea Novi Sad, iar la 11 decembrie 1989, împreună cu alți intelectuali și activiști pro-democrație sârbi, a înființat gruparea liberală Partidul Democrat (DS) pe baza partidului cu același nume care existase în Regatul Iugoslaviei. A devenit președinte al consiliului executiv al partidului în 1990, și în același an a fost ales deputat în Parlamentul Serbiei. În ianuarie 1994, i-a luat locul lui Dragoljub Mićunović în funcția de președinte al Partidului Democrat.
După o serie de proteste masive în urma fraudelor electorale comise de guvernul central al lui Slobodan Milošević în iarna lui 1996–1997, Đinđić a devenit primar al Belgradului, primul primar necomunist al orașului după al Doilea Război Mondial. Unită doar împotriva dușmanului lor politic, coaliția „Zajedno” (Împreună) cu Mișcarea pentru Înnoirea Serbiei a lui Vuk Drašković și cu Alianța Civică a Serbiei a lui Vesna Pešić, s-a prăbușit la doar patru luni după victorie. Đinđić a fost demis din postul de primar al Belgradului de Partidul Socialist, Mișcarea pentru Înnoirea Serbiei și Partidul Radical.
Đinđić și partidul său au boicotat alegerile prezidențiale și cele legislative din Serbia din 1997, ca și celelalte partide din „blocul democratic”, inclusiv Partidul Democrat al Serbiei condus de Vojislav Koštunica. Socialiștii și radicalii au câștigat cele mai multe locuri, pe a treia poziție clasându-se SPO al lui Vuk Drašković. Boicotul a forțat organizarea de noi alegeri, după ce al doilea tur de scrutin a avut o prezență la vot extrem de redusă. Legea sârbă de la acea vreme valida alegerile prezidențiale doar dacă prezența la urne depășea 50%. În acest caz, Vojislav Šešelj câștigase turul al doilea în fața socialistului Zoran Lilić; la refacerea alegerilor, Šešelj a pierdut în fața socialistului Milan Milutinović. Šešelj a acuzat fraudă electorală și a protestat împotriva guvernului. El a renunțat la proteste după declanșarea crizei din Kosovo la începutul lui 1998, iar radicalii au intrat în coaliția guvernamentală. Când Vuk Drašković s-a alăturat guvernului iugoslav la începutul lui 1999, Đinđić a rămas principalul lider de opoziție sârb la începutul bombardamentelor NATO.
După ce jurnalistul anti-Milošević Slavko Ćuruvija a fost asasinat în ziua de paști din timpul bombardamentelor, Đinđić s-a refugiat temporar în Muntenegru. În septembrie 1999, Đinđić a fost numit de revista Time unul dintre cei mai importanți politicieni de la începutul secolului al XXI-lea. Fotografiile cu el dând mâna cu Bill Clinton în perioada bombardamentelor au fost folosite pentru a fi prezentat ca trădător, precum și de opoziție pentru a-i prezenta afinitățile internaționale. După revenirea în țară în iulie 1999, Đinđić a fost trimis în judecată pentru periclitarea securității statului.
În acea perioadă, au avut loc o serie de asasinate politice în Serbia. Ministrul iugoslav al apărării Pavle Bulatović a fost împușcat la 7 februarie 2000 într-un restaurant. Liderul radical Vojislav Šešelj a susținut la procesul lui Slobodan Milošević că această crimă a fost comisă ca preludiu al preluării Partidului Popular Muntenegrean în octombrie 2000 de către Predrag Bulatović, care a reușit să schimbe majoritatea obținută de Milošević și aliații lui, aliindu-se cu Opoziția Democrată din Serbia condusă de Đinđić. În aprilie, președintele JAT și membrul Stângii Unite Iugoslave Žika Petrović a fost împușcat în timp ce-și plimba câinele. La sfârșitul lui august, fostul președinte sârb Ivan Stambolić a dispărut; el fusese ucis pe muntele Fruška Gora de membrii Unității de Operațiuni Speciale din Serbia. Đinđić și aliații lui l-au acuzat deschis pe Milošević pentru aceste evenimente, susținând fie că crimele s-au comis din comanda sa, fie el nu mai deținea controlul și trebuia să se retragă.
Đinđić a jucat un rol important în alegerile prezidențiale din septembrie 2000 din Iugoslavia și în revolta de la 5 octombrie care a dus la răsturnarea regimului Milošević. Deși naționalistul Koštunica a fost liderul acestui efort, Đinđić a condus larga coaliție de 19 partide de opoziție în victoria sa la alegerile legislative din septembrie 2000. El a devenit prim ministru al Serbiei la 25 ianuarie 2001. 
În 2001, Đinđić a jucat un rol important în predarea lui Milošević Tribunalului Internațional de la Haga.
În august 2001, după ce s-a întâlnit cu cabinetul iugoslav al lui Koštunica, fostul ofițer de securitate sârb Momir Gavrilović a fost asasinat. Koštunica a susținut că Gavrilović îi informa pe membrii cabinetului despre legăturile unor membri ai guvernului Serbiei cu crima organizată. Koštunica și cei 45 de membri DSS ai parlamentului s-au retras din această cauză din DOS și din guvern. Đinđić a acceptat înlăturarea membrilor DSS din parlament, acceptând ideea că deputații aleși se află la dispoziția partidului care i-a trimis în parlament. Între timp, Koštunica și partidul lui l-au acuzat pe Đinđić de legături cu mafia.

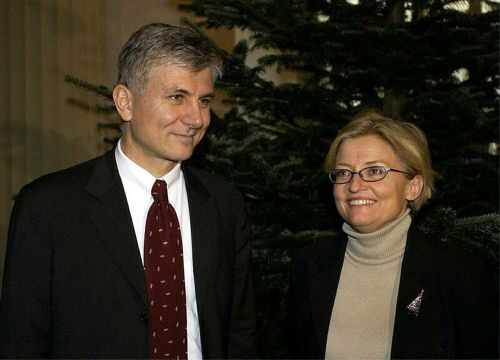
Đinđić și ministra suedeză de externe Anna Lindh (asasinată și ea la șase luni după Đinđić.)

Đinđić a fost primit favorabil de țările occidentale. Întâlnirile sale cu George W. Bush, Tony Blair, Jacques Chirac și alții au arătat că Occidentul îi susține politicile. Đinđić a avut conflicte permanente cu fostul coleg de coaliție și președinte al Iugoslaviei Vojislav Koštunica, cel mai mare rival politic al lui în Serbia. Relațiile bune pe care le avea cu președintele Muntenegrului Milo Đukanović se răciseră și ele, din cauza aspirațiilor lui Đukanović pentru independența Muntenegrului.

## Asasinarea
Đinđić era hotărât să curețe Serbia de crima organizată, și a înființat „Tribunalul Special” cu un program de protecție a martorilor. Liderii crimei organizate, cu legături în fosta securitate sârbă și încă loiali lui Slobodan Milošević, s-au alarmat. Din ordinul fostului comandant al Unității de Operațiuni Speciale a securității iugoslave, Milorad „Legija” Ulemek, Đinđić a fost asasinat de soldatul lui Ulemek Zvezdan Jovanović la Belgrad la 12 martie 2003. Jovanović l-a împușcat din clădirea de peste drum de sediul guvernului Serbiei la ora 12:23 PM, nimerindu-l o dată în piept. Glonțul de mare putere tras cu arma Heckler & Koch G3 a intrat în inimă și l-a ucis pe loc. El a fost dus la spital, dar a fost declarat decedat după o oră. Ulemek a fost acuzat de comandarea crimei. El era unul dintre liderii clanului Zemun, o organizație mafiotă din Serbia. A fost arestat, judecat și condamnat pentru implicarea în unele dintre asasinatele și tentativele de asasinat care au marcat Iugoslavia în perioada dinaintea preluării puterii în Serbia de către Đinđić.
Nataša Mićić, pe atunci președinte interimar al Serbiei, a declarat stare de urgență. Zoran Živković a fost ales ca succesor al lui Đinđić de către Partidul Democrat.
La 23 mai 2007, douăsprezece persoane au fost condamnate pentru asasinarea lui Zoran Đinđić. Printre condamnați s-a numărat și Ulemek, care, în cei patru ani dinaintea asasinării lui Zoran Đinđić, călătorise în Elveția, Austria, Macedonia, Grecia, Singapore și Croația cu pașaport fals, realizat pe baza unuia dintre pașapoartele brute furate de la consulatul croat din Mostar, Bosnia și Herțegovina în 1999. Ulemek, împreună cu Zvezdan Jovanović, au fost acuzați de conspirație pentru comiterea asasinatului de la 12 martie 2003. Trei dintre cei doisprezece condamnați, Milan Jurišić, Ninoslav Konstantinović și Vladimir Milisavljević sunt căutați încă de autoritățile sârbe și de INTERPOL.